# Leucopternis semiplumbeus
Leucopternis semiplumbeus е вид птица от семейство Ястребови (Accipitridae).

## Разпространение
Видът е разпространен в Еквадор, Колумбия, Коста Рика, Панама и Хондурас.